# 16879 Кампаї
16879 Кампаї (16879 Campai) — астероїд головного поясу, відкритий 24 січня 1998 року.
Тіссеранів параметр щодо Юпітера — 3,331.